# Sika (Estonia)
Sika – wieś w Estonii, w prowincji Võru, w gminie Võru.